# Leucheria nutans
Leucheria nutans là một loài thực vật có hoa trong họ Cúc. Loài này được (Remy) Reiche mô tả khoa học đầu tiên năm 1905.